# سموكر
نائب الأدميرال سموكر شخصية خيالية في مسلسل ون بيس وهو ضابط في البحرية، سلاحه عبارة عن سيف مصنوع من حجر الكايروسكي الذي يبطل مفعول فاكهة الشيطان للشخص الذي يلمسه وهو أيضا قوي ويمتلك العديد من المهارات والتقنيات.

## فاكهه الشيطان
يمتلك سموكر فاكهة من نوع لوجيا وهي من نوع الدخان تحول جسد صاحبها إلى دخان. بالإضافة لإتقانه لهاكي التسلح والتنبؤ.

## طفولته
عندما كان سموكر صغيرا حضر مراسم إعدام ملك القراصنة غول دي روجر في مدينة لوقو تاون حيث أنه كان يتمنى ان يصبح قرصانا إلى أنه عندما راى ملك القراصنة يعدم غير رايه وانظم إلى البحريه.

## عن حياته
سموكر شخص يحب التدخين حيث أنه يضع سيجارتين في فمه وهو أيضا شخص يحب العدالة طبيعته هادئه، كلف سموكر بحراسة مدينة لوقو تاون لديه مساعده وتسمى تاشيجي اغلب اوقاته يقضيها في التدريب وهو أيضا صارم على جنوده. رقي سموكر إلى رتبة عقيد في البحريه بعد أن قالت القوات البحريه انه هزم كروكودايل في ارابستا لكنه رفض ذلك لانه يعرف انه من هزمه هو لوفي لكن تم قرار الترقية، وقد ظهر بعدها في المارين فورد وقاتل بجانب البحرية ضد قراصنة اللحية البيضاء وحلفائها وقام بالتغلب على عديد القراصنة لكن عندما أراد إيقاف لوفي ظهرت أمامه الشيتشبوكاي أميرة الأفاعي وقامت بكسر سلاحه، وبعدها بعد مرور عامين ظهر في البانك هازارد وهو نائب أدميرال وقائد للجي فايف

## من صفاته
سموكر رجل صلب وقوي ومن أول ظهور له كان يريد القبض على لوفي ليهزمه في لوقوتاون وسموكر لا يتبع قوانين العدالة..بل يتبع ما يراه عدالة من قراراته كما قاللنائبته تاشيجي في اراباستا وايضا مثل ما جعل لوفي وطاقمه يهربون لأنهم أنقذوه من الغرق ولكن اخبره انه سيقبض عليه في المرة القادمة أيضاً لم يكن يريد الكذب بأنه هو من هزم كروكودايل لكن المقر الرئيسي للبحرية كان يريد ذلك وعندما اصدمت به الفتاة في لوقوتاون فوقع الآيس كريم على بنطاله اعتذر لها واعطاها المال لتشتري واحدا آخر وهو لايحب الشيتشيبوكاي لأنهم في نظره قراصنة وهو لايحب جميع القراصنة.

## روابط خارجية
- أكبر تقرير عن الشخصية الغامضه ((سموكر\smoker)) بون بيس